# Salvelinus confluentus
Salvelinus confluentus is een  straalvinnige vissensoort uit de familie van zalmen (Salmonidae). De wetenschappelijke naam van de soort is voor het eerst geldig gepubliceerd in 1859 door Suckley.
S. confluentus komt voor in het het noordwesten van Noord-Amerika waar hij bekendstaat als de Bull Trout.
De soort staat op de Rode Lijst van de IUCN als Kwetsbaar, beoordelingsjaar 1996.